# أيام الطيبين (فقرة تلفزيونية)
أيام الطيبين فقرة يومية على تلفزيون قطر، موجهة لكل العائلة، تهتم بعرض الأعمال القديمة التي خلدت في ذاكرة المشاهد، ليسترجع بها ذكريات الطفولة مع الجيل الحالي من الأخوة والأبناء. «أيام الطيبين» على التلفزيون
تهتم الفقرة بالمقام الأول بمسلسلات الكرتون القديمة، وبعض الأعمال العائلية من المسلسلات والمسرحيات والبرامج. كما أنه يعرض من خلالها بعض الأغاني القديمة العائلية. برامج شبابية جديدة على تلفزيون قطر اليوم.
فالفقرة تقدم باقة منوعة من أعمال زمان التي تهم الكبار ويتشاركون بها مع الصغار، فمن خلالها نشاهد قصصاً تحاكي الكبار، وبعضها تحاكي الصغار، وللكبار الحصة والتوجه الأكبر.
وقد حصدت فقرة أيام الطيبين الكثير من الإعجاب والاستحسان من المشاهدين. «أيام الطيبين» تنال رضا الجمهور.

## الأعمال التي عرضت ضمن الفقرة

### مسلسلات الكرتون
- أبطال الملاعب
- أرنوبة ودبدوب
- أمي نبع الحنان
- بينك بانثر
- جازورا
- حكايات عالمية
- زعتور
- سالي (أنمي)
- السيارة الخارقة هيابوزا
- السيدة ملعقة
- صاحب الظل الطويل
- غزاة من الفضاء (جونقر)
- فلونة
- قف مسلسل المرور
- لبنى السريعة
- ليدي ليدي
- ماروكو الصغيرة
- مدينة النخيل (أرنوبة ودبدوب - الجزء الثاني)
- مغامرات بسيط
- مغامرات سنبل «الجزء الأول»
- مغامرات عدنان
- نصف بطل
- الهداف

### مسلسلات اسطورية وعائلية
- عبد الله البري وعبد الله البحري
- العرندس
- الغرباء (كامل الأوصاف)
- مغامرات سعدون
- زهرة الجبل
- مغامرات جاسم
- مذكرات جحا
- قلعة الشطار
- نادر
- مدينة الرياح

### مسرحيات أطفال
- السيارة العجيبة
- عيال السيارة العجيبة
- حبوب الحبوب
- كوت وتوت
- رحمة والغابة المسحورة
- ليلى والذيب
- جميلة والوحش
- المهرج
- كابتن ماجد

## مواضيع ذات صلة
- تلفزيون قطر
- في الضحى (برنامج)

## وصلات خارجية
- موقع تلفزيون قطر الرسمي